# Comté de Vintimille
Xe siècle – 1258
- En 1258, le comté de Vintimille est divisé entre le val de Lantosque cédé à Charles d'Anjou, et le comté de Tende

Entités précédentes :
- Diocèse de Vintimille

Entités suivantes :
- Comté de Tende
- Comté de Provence :
- val de Lantosque

Le comté de Vintimille ((it) contea di Ventimiglia) était un état féodal dépendant du royaume d'Italie dépendant du Saint-Empire romain germanique, durant le haut Moyen Âge.

## Territoire
Le territoire du comté de Vintimille comprenait de nombreuses communes ligures actuelles relevant de la province d'Imperia, ainsi que quelques communes piémontaises de la province de Cuneo et françaises des Alpes-Maritimes.
En plus de Vintimille , qui était la capitale de la campagne, elle comprenait : Apricale, Arma, Badalucco, Bajardo, Belvedere, Breil, La Brigue, Bussana, Campomarzio, Carpasio, Castellaro, Castiglione, Cipressa, Ceriana, Dho, Dolceacqua, Garessio, Gorbio, Limone Piemonte, Mendatica, Monaco, Montalto, Montegrosso Pian Latte, Pietralata, Perinaldo, Pigna, Pornassio, Port-Maurice, Prelà, Rezzo, Roquebrune, Sainte-Agnès, San Remo, Santa Margherita di Peveragno, Saorge, Seborga, Taggia, Tende, Terzorio, Triora, Venanzone, Villatalla et Vernante.

## Histoire
La date précise de la fondation du comté de Vintimille est incertaine, dont certains se situent dans une période antérieure au VIIIe siècle. D'après un document du pape Jean VIII, le marquis Adalbert Ier de Toscane apparaît en 879 comme un seigneur féodal de certains comtés de Provence, dont celui de Vintimille, hérité de son père Bonifacio, qui en 814 a obtenu l'investiture de l' empereur Louis le Pieux.
En 889, les pirates sarrasins installent leur établissement permanent à Fraxinet, près de l'actuel Saint-Tropez, base de leurs raids sur toute la côte et une pénétration constante dans les vallées des Alpes occidentales, jusqu'à Suse. Entre 973 et 983, la Provence orientale et la Ligurie occidentale sont libérées de la présence des Sarrasins. Le régime féodal du Comté de Provence s'affirma ainsi dans cette bande de Provence et en Ligurie, le Comté de Vintimille soumis à la Marche de Turin, auquel il fut affecté en 950, et donné à Conrad d'Ivrée.
Vers l'an 1002, le marquis Arduin d'Ivrée aurait attribué le comté de Vintimille à un Odo de la dynastie de la maison Alérame, en compagnie des seigneurs de Briga, Saorgio et Tende. Il fut remplacé par ses fils Ottone († 1077) et Corrado († 1082), tous deux comtes de Vintimille, comme on peut le voir d'après un document de 1041 conservé à l' abbaye de Lerino , qui cependant sont appelés fils d'un Corrado. Le Comté s'étendait de façon continue à l'ouest des vallées de la Tinée, de la Vesubie et de Lantosque (c'est-à-dire dans le bassin orographique gauche du Var en Provence) jusqu'aux vallées à l'est de l'Arroscia et du Borgomaro au nord d'Albenga, au nord elle comprenait le district alpin de Tende, à cheval sur les actuelles Alpes-Maritimes et Alpes ligures. Vers 1100 le même château de Nice fut placé sous la domination de la maison de Vintimille.
En 1146, les seigneurs de Vintimille, et la nouvelle commune de Vintimille, furent militairement contraints d'accepter la suzeraineté de Gênes, tout en maintenant leur pouvoir politique presque intact jusqu'au milieu du XIIIe siècle. En 1185, le comte Otton III déclara sa volonté de prêter serment comme « compagnon » de la municipalité de Vintimille, tandis que ses neveux Guillaume II, en 1222, et Emmanuel Ier, en 1242, furent élus à la tête de la municipalité de Vintimille : le premier comme maire, le second comme capitaine d'armes de Vintimille.
Depuis le XIIe siècle les comtes de Vintimille doivent faire face à l'agressivité de la commune de Gênes qui essaie de prendre le contrôle des villes côtières. En 1219, la république de Gênes met le siège devant Vintimille. Le comte Guillaume (IV) reçoit l'appui du comte de Provence Raimond Béranger V, mais le 8 septembre 1222, Gênes prend le contrôle de Vintimille. Guillaume (IV) et ses fils Guillaume (VI) et Guillaume-Pierre Ier traitent avec Gênes le 31 juillet 1249 et le 10 novembre 1255.
La fragmentation du comté se poursuit lorsque le comte Guillaume (VI), dit Guillaumin, cède le 23 février 1258 ses droits sur la partie occidentale du comté (val de Lantosque) au comte de Provence Charles d'Anjou. Les membres de la maison de Vintimille continuèrent à être appelées comtes de Vintimille, mais le comté fut réduit aux districts de Tende, La Brigue, Castellaro, Saorge, Breil, Pigna, Rocchetta Nervina, Prelà, Gorbio, Castiglione, Limon, Vernant, et les enclaves maritime de Roquebrune, Sainte-Agnès et Bussana.
Le 23 mars 1258, c'est Boniface de Vintimille qui cède au comte de Provence son château de Sospel et ses biens à Breil et à Saorge. Le 30 septembre 1259, une convention intervient entre les frères Pierre Balbs et Guillaume-Pierre Ier, frères de Guillaume (VI), et la communauté de Tende. Les derniers fiefs se regroupent dans le comté de Tende.